# Intelligentia
Intelligentia (även stavningen intelligentsia förekommer) är en vanlig benämning, särskilt i slaviska länder, på den intellektuella delen av befolkningen. Begreppet uppstod i Polen under förra hälften av 1800-talet och spreds sedan till övriga länder i Central- och Östeuropa.
Vanligen avses den sociala klass som är välutbildad och ej tillhör kyrka, stat eller förvaltning, det vill säga författare, konstnärer, filosofer och kulturskribenter. 